# Список Героев Социалистического Труда (Икауниек — Йоонас)
Эта страница является частью списка Героев Социалистического Труда и перечисляет в алфавитном порядке лиц, удостоенных звания Героя Социалистического Труда, чьи фамилии начинаются с буквы «И», от Икауниек до Йоонас.
- Список не включает дважды и трижды Героев Социалистического Труда, а также лиц, лишённых этого звания.
- Список содержит информацию о датах жизни, роде деятельности и дате присвоения звания Героя.
- Герои, удостоенные звания посмертно, выделены в списке  серым цветом .
- Герои, сменившие фамилию после присвоения звания, приводятся в списках дважды, при этом строка с новой фамилией выделяется  бежевым цветом  и не имеет номера.

## Список людей, фамилии которых начинаются с «И» и «Й»
| Навигационная таблица | Навигационная таблица |
| --------------------- | --------------------- |
| «И»                   | Иаманидзе — Изъюрова  |
| «И»                   | Икауниек — Йоонас     |

| №          | Фамилия, имя, отчество              | Даты жизни              | Деятельность | Дата присвоения | ГС         |
| ---------- | ----------------------------------- | ----------------------- | --- | --------------- | ---------- |
| 1          | Икауниек Альберт Эдуардович         | 1928—1992               | Фрезеровщик Рижского вагоностроительного завода Министерства тяжёлого, энергетического и транспортного машиностроения СССР, Латвийская ССР                                                                                          | 05.04.1971      | [ ГС 1 ]   |
| 2          | Икоев Христофор Борисович           | 1898—1973               | Звеньевой колхоза имени Осипенко Пригородного района Северо-Осетинской АССР | 09.03.1948      | [ ГС 2 ]   |
| 3          | Иконников Василий Михайлович        | 1928—1996               | Машинист экскаватора Красноярского цементного завода Министерства промышленности строительных материалов РСФСР | 28.07.1966      | [ ГС 3 ]   |
| 4          | Иконников Дмитрий Дмитриевич        | 23.01.1917 — 10.06.1984 | Старший мастер Выксунского завода дробильно-размольного оборудования Министерства строительного, дорожного и коммунального машиностроения СССР, Горьковская область                                                                 | 23.07.1966      | [ ГС 4 ]   |
| 5          | Икрамов Абдураззак                  | 1905 — ????             | Бригадир колхоза «Искра» Кировского района Ферганской области | 08.04.1971      |            |
| 6          | Икрамов Кахор                       | род. 1923               | Шофёр Душанбинской автобазы № 3 Министерства автомобильного транспорта Таджикской ССР | 04.05.1971      |            |
| 7          | Илиев Годжа                         | 1910 — ????             | Заведующий коневодством колхоза «Илтыз» Уйгурского района Алма-Атинской области | 23.07.1948      | [ ГС 5 ]   |
| 8          | Илизаров Гавриил Абрамович          | 15.06.1921 — 24.07.1992 | Директор Курганского научно-исследовательского института экспериментальной и клинической ортопедии и травматологии, профессор | 12.06.1981      | [ ГС 6 ]   |
| 9          | Илипбаев Ишемби                     | 03.09.1928 — ????       | Старший чабан совхоза «Оргочор» Джети-Огузского района Иссык-Кульской области | 15.02.1957      | [ ГС 7 ]   |
| 10         | Илларионова Анна Ивановна           | 19.08.1923 — 18.08.2009 | Бригадир маляров управления начальника работ № 659 треста «Рязаньжилстрой» Рязанского совнархоза | 09.08.1958      | [ ГС 8 ]   |
| 11         | Иллиев Иззат                        | 1919 — ????             | Бригадир полеводческой бригады колхоза имени Кирова Свердловского района Бухарской области | 11.01.1957      | [ ГС 9 ]   |
| 12         | Илуридзе Константин Михайлович      | 10.05.1910 — 04.1989    | Кузнец Тбилисского паровозо-вагоноремонтного завода имени И. В. Сталина Закавказской железной дороги, Грузинская ССР | 01.08.1959      | [ ГС 10 ]  |
| 13         | Илык Агриппина Максимовна           | 04.07.1922 — ????       | Доярка колхоза «Украина» Винницкого района Винницкой области | 26.02.1958      | [ ГС 11 ]  |
| 14         | Ильбаев Джура                       | 1898 — ????             | Председатель колхоза «Кзыл-Юлдуз» Китабского района Кашкадарьинкой области | 27.04.1948      |            |
| 15         | Ильбеков Каирбек                    | 09.05.1923 — 21.11.2004 | Старший конюх колхоза имени Калинина Аксуатского района Семипалатинской области | 23.07.1948      | [ ГС 12 ]  |
| 16         | Ильвес Харальд Яакович              | 21.11.1920 — 04.02.1998 | Первый секретарь Харьюского райкома Компартии Эстонии | 01.03.1958      | [ ГС 13 ]  |
| 17         | Ильин Андрей Семёнович              | 1911 — 07.10.1987       | Машинист угольного комбайна участка № 2 шахты Полысаевская-I треста «Ленинуголь» комбината «Кузбассуголь» Министерства угольной промышленности СССР, Кемеровская область                                                            | 26.04.1957      | [ ГС 14 ]  |
| 18         | Ильин Леонид Андреевич              | 15.03.1928 — 07.10.2023 | Директор Государственного научного центра — Института биофизики, академик и вице-президент Академии медицинских наук СССР, гор. Москва                                                                                              | 14.03.1988      | [ ГС 15 ]  |
| 19         | Ильин Михаил Алексеевич             | 23.10.1915 — 19.04.2007 | Заместитель Министра авиационной промышленности СССР, гор. Москва | 18.03.1985      | [ ГС 16 ]  |
| 20         | Ильин Николай Алексеевич            | 12.12.1908 — 20.01.1966 | Старший агроном зернового совхоза «Завьяловский» Министерства совхозов СССР, Тогучинский район Новосибирской области | 01.04.1948      | [ ГС 17 ]  |
| 21         | Ильин Николай Карпович              | 22.08.1931 — 20.09.2016 | Вагранщик Минского комбината строительных материалов Министерства промышленности строительных материалов Белорусской ССР | 08.01.1974      | [ ГС 18 ]  |
| 22         | Ильин Сергей Гаврилович             | 19.09.1923 — 05.09.2007 | Бригадир колхоза имени Ильича Бежецкого района Калининской области | 11.12.1973      | [ ГС 19 ]  |
| 23         | Ильин Сергей Иванович               | 07.10.1928 — ????       | Сталевар Ижорского завода имени А. А. Жданова Министерства энергетического машиностроения СССР, гор. Ленинград | 27.02.1976      | [ ГС 20 ]  |
| 24         | Ильин Трофим Никитич                | 1909 — ????             | Бригадир тракторной бригады Казанцевской МТС Шушенского района Красноярского края | 07.01.1948      | [ ГС 21 ]  |
| 25         | Ильина Анна Ивановна                | 06.12.1913 — 03.12.1992 | Доярка колхоза «Россия» Новодугинского района Смоленской области | 10.03.1958      | [ ГС 22 ]  |
| 26         | Ильина Галина Владимировна          | 1912—1997               | Доярка племенного завода «Молочное» Вологодского района Вологодской области | 22.03.1966      | [ ГС 23 ]  |
| 27         | Ильина Елена Никоновна              | 21.06.1927 — 11.04.2001 | Свинарка колхоза «Заря» Курганинского района Краснодарского края | 06.09.1973      | [ ГС 24 ]  |
| 28         | Ильина Зинаида Даниловна            | 17.01.1936 — 24.03.2006 | Свинарка совхоза «Прогресс» Пензенского района Пензенской области | 08.04.1971      | [ ГС 25 ]  |
| 29         | Ильинский Игорь Владимирович        | 24.07.1901 — 13.01.1987 | Актёр Государственного академического Малого театра Союза ССР, народный артист СССР, гор. Москва | 04.11.1974      | [ ГС 26 ]  |
| 30         | Ильичёва Анна Васильевна            | 07.11.1927 — 10.07.2002 | Комбайнёр колхоза «Заря Алтая» Завьяловского района Алтайского края | 23.12.1976      | [ ГС 27 ]  |
| 31         | Илькив Стефания Емельяновна         | 25.09.1929 — 26.05.2007 | Трактористка колхоза «Ленинськым шляхом» Галичского района Ивано-Франковской области | 08.12.1973      | [ ГС 28 ]  |
| 32         | Ильченко Анна Афанасьевна           | род. 1934               | Звеньевая колхоза «Коммунар» Черкасского района Черкасской области | 26.02.1958      | [ ГС 29 ]  |
| 33         | Ильченко Евдокия Дмитриевна         | 1923—1989               | Доярка колхоза имени Щорса Жашковского района Черкасской области | 26.02.1958      |            |
| 34         | Ильченко Ефросинья Андреевна        | 18.07.1914 — 12.07.2006 | Звеньевая Таверовского свеклосовхоза Министерства пищевой промышленности СССР, Чутовский район Полтавской области | 29.08.1949      | [ ГС 30 ]  |
| 35         | Ильючик Степанида Филипповна        | 01.08.1912 — 18.06.2000 | Свинарка колхоза имени Жданова Дрогичинского района Брестской области | 18.01.1958      | [ ГС 31 ]  |
| 36         | Ильясов Аман Ильясович              | 1916 — ????             | Начальник цеха Чирчикского электрохимического комбината Министерства химической промышленности СССР, Ташкентская область | 28.05.1966      | [ ГС 32 ]  |
| 37         | Илютичева Валентина Лукинична       | 09.12.1937 — 03.2018    | Оператор машинного доения совхоза «Соколовский» Долинского района Сахалинской области | 10.05.1988      | [ ГС 33 ]  |
| 38         | Илюхин Николай Васильевич           | 01.12.1920 — 01.09.2000 | Токарь предприятия Министерства авиационной промышленности СССР, гор. Москва | 26.04.1971      |            |
| 39         | Илюхин Павел Андреевич              | 17.07.1915 — 12.04.2000 | Бригадир слесарей Московского завода «Салют» Министерства судостроительной промышленности СССР | 26.04.1971      | [ ГС 34 ]  |
| 40         | Илюхин Пётр Иванович                | 15.06.1924 — 1997       | Председатель колхоза «Вперёд к коммунизму» Плавского района Тульской области | 12.09.1990      |            |
| 41         | Илюшин Михаил Николаевич            | 21.12.1929 — 04.06.2007 | Электросварщик завода № 456 Государственного комитета Совета Министров СССР по оборонной технике, Московская область | 17.06.1961      | [ ГС 35 ]  |
| 42         | Илюшкина Зинаида Фёдоровна          | 28.03.1936 — 03.06.2013 | Бригадир штукатуров строительного управления № 3 треста «Иртышуглестрой», гор. Экибастуз Павлодарской области | 07.03.1960      | [ ГС 36 ]  |
| 43         | Имамадинов Эсет                     | 1912 — ????             | Звеньевой колхоза «Большевик» Куня-Ургенчского района Ташаузской области | 14.02.1957      | [ ГС 37 ]  |
| 44         | Имамалиев Таджидин                  | 07.03.1930 — 24.12.1998 | Бригадир комплексной горнопроходческой бригады Адрасманской геологоразведочной партии Управления геологии и охраны недр при Совете Министров Таджикской ССР                                                                         | 29.04.1963      |            |
| 45         | Имамбердиев Зафар                   | род. 1926               | Бригадир колхоза «Гигант» Задарьинского района Наманганской области | 20.02.1978      |            |
| 46         | Имамгулиева Фатьма Магаррам кызы    | 15.06.1923 — 29.07.2002 | Звеньевая колхоза «Коммунист» Нахичеванского района Нахичеванской АССР | 12.07.1950      | [ ГС 38 ]  |
| 47         | Имамкулов Хужам                     | 1903 — 23.04.1976       | Звеньевой колхоза «Кзыл Октябрь» Кагановичабадского района Сталинабадской области | 01.03.1948      |            |
| 48         | Имамов Аман                         | 1915—1954               | Звеньевой колхоза имени Молотова Микоянабадского района Сталинабадской области | 01.03.1948      |            |
| 49         | Имамов Карабай                      | 1906 — ????             | Председатель колхоза «Байрак-Берляшу» Митанского района Самаркандской области | 05.07.1950      |            |
| 50         | Имамов Хаким                        | 1900 — ????             | Звеньевой колхоза «Кзыл Кушун» Алты-Арыкского района Ферганской области | 13.06.1950      | [ ГС 39 ]  |
| 51         | Имамова Ханбуви                     | 1920 — ????             | Бригадир полеводческой бригады колхоза имени Сталина Паст-Даргомского района Самаркандской области | 11.01.1957      | [ ГС 40 ]  |
| 52         | Имангулов Динислам Исламович        | 10.09.1924 — 22.09.2014 | Электрослесарь-приборист Стерлитамакского содово-цементного комбината Министерства химической промышленности СССР, Башкирская АССР                                                                                                  | 15.01.1974      | [ ГС 41 ]  |
| 53         | Иманов Зуфар Минтимирович           | 01.01.1945 — 04.10.2001 | Бригадир шлифовщиков прессово-рамного завода Камского объединения по производству большегрузных автомобилей (КамАЗ) Министерства автомобильной промышленности СССР, Татарская АССР                                                  | 27.12.1984      | [ ГС 42 ]  |
| 54         | Иманов Капар                        | 1920—1995               | Первый секретарь Кантского райкома Компартии Киргизии, Фрунзенская область | 15.02.1957      | [ ГС 43 ]  |
| 55         | Иманов Рашид Угурлу оглы            | 1905—1997               | Старший чабан колхоза имени Кагановича Ждановского района Азербайджанской ССР | 17.08.1948      | [ ГС 44 ]  |
| 56         | Иманов Сафа Дадаш оглы              | 1913 — 18.10.1968       | Секретарь Карягинского райкома Компартии (большевиков) Азербайджана | 10.03.1948      | [ ГС 45 ]  |
| 57         | Иманова Сакина Дадаш кызы           | 12.08.1908 — 12.08.1975 | Звеньевая колхоза имени Тельмана Агдамского района Азербайджанской ССР | 10.03.1948      | [ ГС 46 ]  |
| 58         | Имегенов Роман Жебакович            | 1887 — 16.10.1958       | Старший табунщик колхоза «Унгинский скотовод» Нукутского аймака Усть-Ордынского Бурят-Монгольского национального округа Иркутской области                                                                                           | 15.09.1948      | [ ГС 47 ]  |
| 59         | Имнаишвили Александр Дмитриевич     | 1910 — ????             | Заведующий отделением Очхамурского совхоза имени Сталина Министерства сельского хозяйства СССР, Кобулетский район Аджарской АССР | 27.07.1951      | [ ГС 48 ]  |
| 60         | Имнаишвили Ангелина Георгиевна      | 1920 — ????             | Звеньевая колхоза имени Чарквиани Ланчхутского района Грузинской ССР | 01.11.1951      | [ ГС 49 ]  |
| 61         | Имралиев Сардар Мамед оглы          | 15.12.1930 — 25.01.1987 | Бригадир совхоза № 3 имени Ленина Ждановского района Азербайджанской ССР | 30.04.1966      | [ ГС 50 ]  |
| 62         | Имшенецкий Александр Александрович  | 08.01.1905 — 01.08.1992 | Директор Института микробиологии Академии наук СССР, академик АН СССР, гор. Москва | 20.01.1975      | [ ГС 51 ]  |
| 63         | Инамов Вахобжон                     | 1918 — 21.03.1987       | Заведующий районным отделом сельского хозяйства Сталинабадского района Сталинабадской области | 01.03.1948      |            |
| 64         | Инамов Таджидин                     | род. 1927               | Бригадир колхоза имени Навои Янгикурганского района Андижанской области | 30.04.1966      |            |
| 65         | Инамова Эргашой                     | род. 1926               | Колхозница колхоза имени Дзержинского Фрунзенского района Ферганской области | 11.01.1957      | [ ГС 52 ]  |
| 66         | Инербаев Корабай                    | 1891 — 10.08.1948       | Заведующий конефермой колхоза «Жана-Аул» Акмолинского района Акмолинской области | 23.07.1948      | [ ГС 53 ]  |
| 67         | Инзик Иван Петрович                 | 01.01.1919 — 29.07.1985 | Председатель колхоза «Червона Украина» Гадячского района Полтавской области | 08.04.1971      | [ ГС 54 ]  |
| 68         | Инкебаев Амангельди                 | 15.05.1941 — 08.03.2003 | Тракторист совхоза «Терсаканский» Кийминского района Тургайской области | 13.12.1972      | [ ГС 55 ]  |
| 69         | Иноземцев Алексей Михайлович        | 13.03.1912 — 27.10.1967 | Сталевар мартеновского цеха Белорецкого металлургического завода Башкирского совнархоза | 19.07.1958      | [ ГС 56 ]  |
| 70         | Иноземцев Михаил Иванович           | 12.08.1929 — 13.10.1992 | Бригадир комплексной бригады строительного управления № 1 треста «Липецкстрой», гор. Липецк | 11.08.1966      | [ ГС 57 ]  |
| 71         | Инютин Павел Ефимович               | 15.07.1911 — 01.10.1983 | Старший горновой доменного цеха Кузнецкого металлургического комбината Кемеровского совнархоза | 19.07.1958      | [ ГС 58 ]  |
| 72         | Инюшин Михаил Васильевич            | 25.04.1906 — 22.02.1965 | Начальник строительства «Иртышгэсстрой» Министерства электростанций СССР, Восточно-Казахстанская область | 09.08.1958      | [ ГС 59 ]  |
| 73         | Иоаннисиани Баграт Константинович   | 23.10.1911 — 10.12.1985 | Главный конструктор астрономических приборов Ленинградского оптико-механического объединения имени В. И. Ленина Министерства оборонной промышленности СССР                                                                          | 28.04.1977      | [ ГС 60 ]  |
| 74         | Иовица Валентин Дмитриевич          | 1931 — ????             | Токарь Кишинёвского насосного завода имени Г. И. Котовского Министерства химического и нефтяного машиностроения СССР, Молдавская ССР                                                                                                | 20.04.1971      | [ ГС 61 ]  |
| 75         | Иовчев Филипп Петрович              | 02.10.1930 — 05.09.2008 | Бригадир колхоза имени Ленина Арцизского района Одесской области | 22.12.1977      | [ ГС 62 ]  |
| 76         | Иогансон Борис Владимирович         | 25.07.1893 — 25.02.1973 | Живописец, академик Академии художеств СССР, народный художник СССР, гор. Москва | 02.10.1968      | [ ГС 63 ]  |
| 77         | Иодинскас Ионас Юргио               | 1902 — ????             | Звеньевой колхоза «Ленинский путь» Пасвальского уезда Литовской ССР | 27.04.1949      |            |
| 78         | Ионенко Иван Родионович             | 03.12.1927 — 30.07.1995 | Машинист трубной машины Воскресенского комбината асбоцементных изделий «Красный строитель» Министерства промышленности строительных материалов РСФСР, Московская область                                                            | 28.07.1966      | [ ГС 64 ]  |
| 79         | Ионин Александр Фоканович           | 08.1915 — 14.11.1976    | Бригадир колхоза «Заветы Ленина» Шадринского района Курганской области | 23.06.1966      | [ ГС 65 ]  |
| 79.000001  | Ионку Ольга Калиновна               | род. 1934               | Главный врач Распопенской участковой больницы Резинского района Молдавской ССР | 23.10.1978      |            |
| 80         | Ионов Виктор Петрович               | род. 26.06.1934         | Директор оружейного производства производственного объединения «Ижмаш» Министерства оборонной промышленности СССР, Удмуртская АССР                                                                                                  | 30.08.1982      | [ ГС 66 ]  |
| 81         | Ионов Иван Иванович                 | 19.09.1926 — 12.06.1997 | Старший мастер Алапаевского металлургического комбината Министерства чёрной металлургии СССР, Свердловская область | 30.03.1971      | [ ГС 67 ]  |
| 81.000002  | Иордан Мария Леонтьевна             | род. 1927               | Звеньевая колхоза имени Лазо Тираспольского района Молдавской ССР | 09.03.1949      |            |
| 82         | Иосава Осман Ремизович              | 1901 — ????             | Председатель колхоза имени Берия Гульрипшского района Абхазской АССР | 03.07.1950      | [ ГС 68 ]  |
| 83         | Иосилович Исаак Борисович           | 1909 — 29.09.1972       | Заместитель главного конструктора Московского машиностроительного завода «Опыт» Министерства авиационной промышленности СССР | 22.09.1972      | [ ГС 69 ]  |
| 84         | Иосифьян Андроник Гевондович        | 21.07.1905 — 13.04.1993 | Директор Всесоюзного научно-исследовательского института электромеханики Государственного комитета Совета Министров СССР по автоматизации и машиностроению, академик Академии наук Армянской ССР, гор. Москва                       | 17.06.1961      | [ ГС 70 ]  |
| 85         | Иоффе Абрам Фёдорович               | 29.10.1880 — 14.10.1960 | Директор Института полупроводников Академии наук СССР, академик АН СССР, гор. Ленинград | 28.10.1955      | [ ГС 71 ]  |
| 86         | Ипатенко Ольга Никитична            | 08.10.1925 — 12.01.2010 | Бригадир маляров треста «Кременчугпромжилстрой» Министерства промышленного строительства СССР, Полтавская область | 05.04.1971      | [ ГС 72 ]  |
| 87         | Ипатко Иван Евстифеевич             | 1908 — ????             | Бригадир колхоза имени Жданова Кокпектинского района Семипалатинской области | 28.03.1948      | [ ГС 73 ]  |
| 88         | Ипатов Виктор Иванович              | 15.04.1932 — 25.03.1997 | Сталевар Нижнетагильского металлургического комбината имени В. И. Ленина Министерства чёрной металлургии СССР, Свердловская область                                                                                                 | 29.12.1973      | [ ГС 74 ]  |
| 89         | Ирбицкий Леонид Акимович            | 19.08.1922 — 21.05.1965 | Тракторист молочного совхоза «Июсский» Министерства совхозов СССР, Орджоникидзевский район Хакасской автономной области | 08.03.1949      | [ ГС 75 ]  |
| 90         | Ирбутаева Лола                      | род. 1930               | Звеньевая колхоза «Красная заря» Мирзачульского района Ташкентской области | 27.04.1948      | [ ГС 76 ]  |
| 91         | Иргашев Асат                        | род. 1926               | Бригадир разливщиков стали Узбекского металлургического завода имени В. И. Ленина Министерства чёрной металлургии СССР, гор. Бекабад Ташкентской области                                                                            | 22.03.1966      |            |
| 92         | Иргашев Хамра                       | 1911 — ????             | Бригадир полеводческой бригады колхоза имени Чкалова Паст-Даргомского района Самаркандской области | 11.01.1957      | [ ГС 77 ]  |
| 93         | Иргашева Джахон                     | род. 1928               | Звеньевая колхоза «Дружба народов» Сталинабадского района Сталинабадской области | 02.06.1948      |            |
| 94         | Иргизбаев Шинтай                    | 1905—1959               | Старший чабан совхоза «Баскудукский» Иргизского района Актюбинской области | 29.03.1958      | [ ГС 78 ]  |
| 95         | Ирд Каарел Кириллович               | 27.08.1909 — 25.12.1986 | Главный режиссёр Государственного академического театра Эстонской ССР «Ванемуйне», народный артист СССР, гор. Тарту | 24.08.1984      | [ ГС 79 ]  |
| 96         | Ирискина Татьяна Тихоновна          | 1926 — ????             | Звеньевая Алма-Атинского табаководческого совхоза Министерства пищевой промышленности СССР, Илийский район Алма-Атинской области | 06.10.1950      | [ ГС 80 ]  |
| 97         | Ирматов Курбан Али                  | 1901 — ????             | Звеньевой хлопкового совхоза имени Пятилетия Узбекской ССР Министерства совхозов СССР, Нижне-Чирчикский район Ташкентской области                                                                                                   | 01.06.1949      |            |
| 98         | Ирматов Хорун                       | 10.01.1907 — 24.02.1991 | Первый секретарь Ташлакского райкома Компартии Узбекистана, Ферганская область | 11.01.1957      | [ ГС 81 ]  |
| 99         | Иртышёв Александр Иванович          | 1905 — ????             | Бригадир колхоза имени Петровского Арбузинского района Николаевской области | 16.02.1948      | [ ГС 82 ]  |
| 100        | Ирхина Валентина Васильевна         | 14.09.1928 — 08.04.2015 | Звеньевая совхоза «Верхнебузиновский» Клетского района Волгоградской области | 23.12.1976      | [ ГС 83 ]  |
| 101        | Исабабаева Гаджар Муштак кызы       | род. 21.06.1938         | Бригадир почтальонов почтового отделения № 9 Бакинского почтамта Министерства связи СССР, Азербайджанская ССР | 13.05.1977      | [ ГС 84 ]  |
| 102        | Исабаев Абдукадыр                   | 1923 — ????             | Председатель колхоза «Коминтерн» Алтын-Кульского района Андижанской области | 11.01.1957      | [ ГС 85 ]  |
| 103        | Исабаев Касымбек                    | 1912 — 22.11.1979       | Бригадир полеводческой бригады совхоза «Кара-Чок» района имени 28 Гвардейцев Талды-Курганской области | 11.01.1957      | [ ГС 86 ]  |
| 104        | Исабеков Жуман                      | 03.05.1926 — 09.09.1986 | Бригадир опытного хозяйства Целинной машиноиспытательной станции, Макинский район Целиноградской области | 19.02.1981      | [ ГС 87 ]  |
| 105        | Исабеков Утебай                     | 01.07.1929 — 01.03.2006 | Горный мастер рудника «Миргалимсай» Ачисайского полиметаллического комбината Министерства цветной металлургии Казахской ССР, Чимкентская область                                                                                    | 18.07.1975      | [ ГС 88 ]  |
| 106        | Исаев Абдурахман                    | 1925 — ????             | Бригадир колхоза «Ленинград» Сырдарьинского района Сырдарьинской области | 08.04.1971      |            |
| 107        | Исаев Алексей Михайлович            | 24.10.1908 — 25.06.1971 | Главный конструктор Опытно-конструкторского бюро № 2 Научно-исследовательского института № 88 Министерства общего машиностроения СССР, Московская область                                                                           | 20.04.1956      | [ ГС 89 ]  |
| 108        | Исаев Алексей Степанович            | 19.05.1924 — 06.06.1997 | Машинист экскаватора специализированного управления № 32 треста «Строймеханизация» Министерства газовой промышленности СССР, Татарская АССР                                                                                         | 30.03.1971      | [ ГС 90 ]  |
| 109        | Исаев Али                           | 08.05.1898 — 26.10.1976 | Звеньевой колхоза «Екпенды» Яны-Курганского района Кзыл-Ординской области | 20.05.1949      | [ ГС 91 ]  |
| 110        | Исаев Беделбай                      | 1911 — ????             | Председатель колхоза «Ленинчил-Жаш» Советского района Ошской области | 15.09.1948      | [ ГС 92 ]  |
| 111        | Исаев Вахил                         | 1924 — 04.03.1997       | Звеньевой колхоза «Шуро» Гиссарского района Сталинабадской области | 01.03.1948      |            |
| 112        | Исаев Виктор Фёдорович              | 01.05.1913 — 22.04.1989 | Председатель колхоза имени Горького Ленинского района Московской области | 22.03.1966      | [ ГС 93 ]  |
| 113        | Исаев Глеб Михайлович               | 07.11.1937 — 13.07.2010 | Кузнец-штамповщик Горьковского автомобильного завода Министерства автомобильной промышленности СССР | 18.05.1982      | [ ГС 94 ]  |
| 114        | Исаев Егор Александрович            | 02.05.1926 — 08.07.2013 | Поэт, секретарь Союза писателей СССР, гор. Москва | 25.04.1986      | [ ГС 95 ]  |
| 115        | Исаев Мамри Яхьяевич                | 1888—1961               | Звеньевой колхоза имени Кагановича, гор. Дербент Дагестанской АССР | 27.07.1949      | [ ГС 96 ]  |
| 116        | Исаев Мардахай Исаевич              | 1894 — ????             | Звеньевой колхоза имени Кагановича, гор. Дербент Дагестанской АССР | 27.07.1949      | [ ГС 97 ]  |
| 117        | Исаев Михаил Сергеевич              | 10.06.1921 — 11.06.1983 | Шлифовальщик Воронежского авиационного завода Министерства авиационной промышленности СССР, Воронежская область | 22.07.1966      | [ ГС 98 ]  |
| 118        | Исаев Николай Николаевич            | род. 06.12.1928         | Бригадир комплексной бригады треста «Сумхимстрой» Министерства промышленного строительства СССР, гор. Сумы | 05.04.1971      |            |
| 119        | Исаев Серафим Иванович              | 22.10.1914 — 02.12.1989 | Директор Улан-Удэнского машиностроительного завода Министерства авиационной промышленности СССР, Бурятская АССР | 26.04.1971      | [ ГС 99 ]  |
| 120        | Исаев Сироджидин                    | 1911—1985               | Первый секретарь Кагановичабадского райкома Компартии Таджикистана | 17.01.1957      |            |
| 121        | Исаев Шарше                         | род. 1938               | Старший чабан колхоза «Джаны-Талап» Тянь-Шаньского района Киргизской ССР | 22.03.1966      | [ ГС 100 ] |
| 122        | Исаева Антонина Ивановна            | род. 06.01.1947         | Доярка колхоза имени Кирова Золочевского района Харьковской области | 07.07.1986      | [ ГС 101 ] |
| 123        | Исаева Мария Степановна             | 10.04.1910 — ????       | Агроном колхоза «Новая жизнь» Житковичского района Гомельской области | 30.04.1966      | [ ГС 102 ] |
| 123.000003 | Исаева Татьяна Ивановна             | 1919—1985               | Звеньевая колхоза «Ильич» Болховского района Орловской области | 12.03.1949      | [ ГС 103 ] |
| 124        | Исаенко Иван Васильевич             | 01.01.1922 — 1982       | Мастер-маслодел Рогачёвского молочноконсервного комбината Министерства мясной и молочной промышленности СССР, Гомельская область | 14.06.1966      | [ ГС 104 ] |
| 125        | Исак Карл Оттович                   | 05.10.1891 — 04.01.1955 | Бригадир полеводческой бригады совхоза «Сымерпалу» Министерства совхозов СССР, Выруский уезд Эстонской ССР | 03.05.1948      | [ ГС 105 ] |
| 126        | Исаков Амангельды                   | 19.03.1905 — 17.05.1993 | Комбайнёр Карасульской МТС Карасуского района Кустанайской области | 13.08.1951      | [ ГС 106 ] |
| 127        | Исаков Виктор Дмитриевич            | 01.10.1934 — 19.09.2008 | Старший аппаратчик завода имени Я. М. Свердлова Министерства машиностроения СССР, гор. Дзержинск Горьковской области | 26.04.1971      | [ ГС 107 ] |
| 128        | Исаков Иван Фёдорович               | род. 1937               | Бригадир столяров деревообрабатывающего комбината № 3 Главмоспромстройматериалов, гор. Москва | 16.07.1980      | [ ГС 108 ] |
| 129        | Исаков Павел Павлович               | 11.01.1918 — 22.02.1999 | Главный конструктор Челябинского тракторного завода имени В. И. Ленина Министерства тракторного и сельскохозяйственного машиностроения СССР                                                                                         | 05.04.1971      | [ ГС 109 ] |
| 130        | Исаков Сра                          | 1926 — ????             | Старший чабан совхоза «Катта-Талдык» Кара-Сууского района Ошской области | 15.02.1957      | [ ГС 110 ] |
| 131        | Исаков Юрий Андреевич               | род. 24.12.1933         | Фрезеровщик Научно-исследовательского института измерительной техники Министерства общего машиностроения СССР, Московская область                                                                                                   | 17.10.1975      | [ ГС 111 ] |
| 132        | Исакова Мунаввар                    | 1940 — 11.06.2014       | Доярка колхоза «50 лет Узбекской ССР» Орджоникидзевского района Ташкентской области | 10.02.1975      | [ ГС 112 ] |
| 133        | Исаковский Михаил Васильевич        | 19.01.1900 — 20.07.1973 | Поэт, общественный деятель, гор. Москва | 19.01.1970      | [ ГС 113 ] |
| 134        | Исакулов Мирзамидин                 | 1925 — ????             | Бригадир колхоза «Узбекистан» Гулистанского района Сырдарьинской области | 20.02.1978      | [ ГС 114 ] |
| 135        | Исалова Аминат                      | род. 07.08.1936         | Доярка колхоза имени Омарова-Чохского Гунибского района Дагестанской АССР | 22.03.1966      | [ ГС 115 ] |
| 136        | Исамиддинов Абдуманнаб              | 1904 — ????             | Председатель колхоза «Пахтакор» Балыкчинского района Андижанской области | 11.01.1957      |            |
| 137        | Исамухамедов Хабибулла Алимджанович | род. 1937               | Машинист локомотивного депо Ташкент Среднеазиатской железной дороги | 03.07.1986      | [ ГС 116 ] |
| 138        | Исанкулов Турахан                   | 1906 — 18.04.1987       | Председатель колхоза «Кзыл Октябрь» Кагановичабадского района Таджикской ССР | 17.01.1957      |            |
| 139        | Исаченко Василий Фомич              | 14.01.1924 — 04.09.2011 | Бригадир штукатуров строительного управления № 12 треста № 2, Амурская область | 11.08.1966      | [ ГС 117 ] |
| 140        | Искаков Сагадат                     | род. 10.10.1938         | Механизатор совхоза «Южный» Баянаульского района Павлодарской области | 19.02.1981      | [ ГС 118 ] |
| 141        | Искаков Сатан                       | 1928 — 08.1998          | Старший чабан совхоза «Женис» Жанааркинского района Джезказганской области | 10.02.1975      | [ ГС 119 ] |
| 142        | Искаков Спан                        | 1896 — 31.03.1980       | Старший табунщик колхоза «Совет» Каркаралинского района Карагандинской области | 27.08.1949      | [ ГС 120 ] |
| 143        | Искалиев Жусуп                      | 15.01.1897 — 16.07.1991 | Старший чабан совхоза «Алгайский» Новоузенского района Саратовской области | 20.11.1958      | [ ГС 121 ] |
| 144        | Искандарова Ханифа Сиражевна        | 20.03.1928 — 04.09.2020 | Учительница Аркаульской средней школы Салаватского района Башкирской АССР | 01.07.1968      | [ ГС 122 ] |
| 145        | Искандеров Эсек                     | 1918 — ????             | Бригадир колхоза имени Тельмана Ленинского района Ташаузской области | 05.04.1948      | [ ГС 123 ] |
| 146        | Искрич Фёдор Маркович               | 06.06.1924 — 10.03.1986 | Председатель колхоза «Заповит Ленина» Краснопольского района Сумской области | 22.03.1966      | [ ГС 124 ] |
| 147        | Исламгалеев Мударис Абдуллович      | род. 25.10.1945         | Токарь Камского объединения по производству большегрузных автомобилей Министерства автомобильной промышленности СССР, Татарская АССР                                                                                                | 15.04.1977      | [ ГС 125 ] |
| 148        | Исламов Маннап                      | 1900 — ????             | Заведующий коневодством колхоза имени Юсупова Паркентского района Ташкентской области | 21.07.1949      |            |
| 149        | Исламова Рахима Джавбуриевна        | 1917 — ????             | Председатель колхоза имени Крупской Катта-Курганского района Самаркандской области | 07.03.1960      | [ ГС 126 ] |
| 150        | Исмаганбетов Суюндук Маненович      | род. 15.03.1938         | Комбайнёр совхоза «Червонный» Рузаевского района Кокчетавской области | 19.04.1967      | [ ГС 127 ] |
| 151        | Исмагулов Айтан                     | 1911—1950               | Заведующий коневодством колхоза имени Карла Маркса Новобогатинского района Гурьевской области | 23.07.1948      | [ ГС 128 ] |
| 152        | Исмагулов Алимгерей                 | 1910 — 18.03.1982       | Старший табунщик колхоза имени Чапаева Денгизского района Гурьевской области | 23.07.1948      | [ ГС 129 ] |
| 153        | Исмагулов Нариман Газизович         | 12.04.1925 — 11.01.2010 | Главный хирург областного отдела здравоохранения, гор. Кустанай | 04.02.1969      | [ ГС 130 ] |
| 154        | Исмаилов Азимбек                    | 1910—1987               | Первый секретарь Меркенского райкома Компартии Казахстана, Джамбулская область | 31.12.1965      | [ ГС 131 ] |
| 155        | Исмаилов Али Курбанали оглы         | 1909 — 05.10.1969       | Звеньевой колхоза имени Кулиева Норашенского района Нахичеванской АССР | 17.06.1950      | [ ГС 132 ] |
| 156        | Исмаилов Гамид Салман оглы          | 15.01.1913 — 25.07.1993 | Директор виноградарского совхоза имени Низами Министерства пищевой промышленности СССР, гор. Кировабад Азербайджанской ССР | 04.09.1950      | [ ГС 133 ] |
| 157        | Исмаилов Исмаил Бегляр оглы         | 10.04.1915 — ????       | Заведующий отделением Агдамского виноградарского совхоза Министерства промышленности продовольственных товаров СССР, Агдамский район Азербайджанской ССР                                                                            | 16.05.1955      | [ ГС 134 ] |
| 158        | Исмаилов Исраил                     | 1918—2004               | Звеньевой колхоза «Рохи Ленин» Октябрьского района Сталинабадской области | 01.03.1948      |            |
| 159        | Исмаилов Раджаб                     | 1910 — 08.08.1971       | Председатель колхоза имени Ленина Орджоникидзеабадского района Таджикской ССР | 17.01.1957      | [ ГС 135 ] |
| 160        | Исмаилов Рза Паша оглы              | 1905 — 28.11.1967       | Звеньевой колхоза «Красный Октябрь» Норашенского района Нахичеванской АССР | 14.03.1949      | [ ГС 136 ] |
| 161        | Исмаилов Тагирджан                  | 1916 — ????             | Председатель исполкома Ленинградского районного Совета депутатов трудящихся, Ферганская область | 08.04.1971      | [ ГС 137 ] |
| 162        | Исмаилов Татен                      | 1929—1976               | Старший чабан племзавода «Катта-Талдык» Кара-Суйского района Ошской области | 22.03.1966      | [ ГС 138 ] |
| 163        | Исмаилов Толесун                    | 1926—1984               | Чабан совхоза «Улахол» Балыкчинского района Иссык-Кульской области | 16.10.1958      | [ ГС 139 ] |
| 164        | Исмаилов Юсиф Аббас оглы            | 15.02.1927 — 07.03.2007 | Председатель колхоза имени 50-летия СССР Ильичёвского района Нахичеванской АССР | 23.02.1981      | [ ГС 140 ] |
| 165        | Исмаилов Юсуп                       | 1915 — ????             | Бригадир тракторной бригады первой Багдадской МТС Ферганской области | 11.01.1957      | [ ГС 141 ] |
| 165.000004 | Исмаилова Гариба Сулейман кызы      | род. 03.03.1929         | Звеньевая колхоза имени Ленина Нухинского района Азербайджанской ССР | 17.06.1950      |            |
| 166        | Исмаилова Инахон                    | 1921—1985               | Звеньевая колхоза «Кызыл-Шарк» Карасуйского района Ошской области | 26.03.1948      | [ ГС 142 ] |
| 167        | Исмаилова Содар Мабуд кызы          | 15.03.1930 — ????       | Звеньевая колхоза имени Сафарова Нухинского района Азербайджанской ССР | 01.07.1949      | [ ГС 143 ] |
| 168        | Исмаилова Сона Ахмед кызы           | 01.01.1927 — ????       | Звеньевая колхоза «Бакинский рабочий» Тертерского района Азербайджанской ССР | 01.07.1949      | [ ГС 144 ] |
| 169        | Исмайлов Рустам Гаджи Али оглы      | 01.07.1909 — 01.06.1972 | Начальник объединения «Азнефтезаводы» Министерства нефтяной промышленности южных и западных районов СССР, Азербайджанская ССР | 08.05.1948      | [ ГС 145 ] |
| 170        | Исматов Махмуд                      | 1920 — 25.12.2004       | Председатель колхоза «Коммунизм» Янгиюльского района Ташкентской области | 10.12.1973      | [ ГС 146 ] |
| 171        | Исмиев Шахбала Джагангир оглы       | 1877 — 16.04.1974       | Звеньевой колхоза имени Ворошилова Маразинского района Азербайджанской ССР | 10.03.1948      | [ ГС 147 ] |
| 172        | Исмонова Саоба                      | 1916 — ????             | Доярка колхоза имени Ленина Кумсангирского района Таджикской ССР | 22.03.1966      |            |
| 173        | Исраилова Зульфия                   | 14.03.1915 — 01.08.1996 | Узбекская поэтесса, общественный деятель, гор. Ташкент | 16.11.1984      | [ ГС 148 ] |
| 174        | Исраилова Эзазхон                   | 1923 — ????             | Председатель колхоза имени Молотова Московского района Андижанской области | 11.01.1957      | [ ГС 149 ] |
| 175        | Истамгалин Сафа Галиуллович         | 13.08.1924 — 29.06.1992 | Тракторист совхоза «Урал» Абзелиловского района Башкирской АССР | 07.12.1973      | [ ГС 150 ] |
| 176        | Истамгулов Амир Мирасович           | 05.06.1931 — 03.08.2009 | Тракторист-машинист совхоза «Красная Башкирия» Абзелиловского района Башкирской АССР | 23.02.1981      | [ ГС 151 ] |
| 177        | Истомин Фёдор Иванович              | 06.10.1913 — 08.01.1993 | Управляющий трестом «Луганскшахтопроходка», гор. Луганск | 11.08.1966      | [ ГС 152 ] |
| 178        | Исянгулов Авзалетдин Гизятуллович   | 14.09.1928 — 25.05.2004 | Начальник Нижневартовского управления буровых работ № 2 управления «Главтюменнефтегаз» Министерства нефтяной промышленности СССР, Ханты-Мансийский национальный округ                                                               | 30.12.1973      | [ ГС 153 ] |
| 179        | Италмазов Алламырат                 | род. 1933               | Механик-водитель хлопкоуборочной машины совхоза «Теджен» Тедженского района Марыйской области | 14.12.1972      | [ ГС 154 ] |
| 180        | Итбасова Дильдаш                    | 1913—2008               | Старший чабан Айдарлинского свекловодческого совхоза Чуйского производственного управления Джамбулской области | 18.02.1964      | [ ГС 155 ] |
| 181        | Итемиров Амырхан                    | 1899 — 10.02.1986       | Заведующий фермой колхоза «Журек Адыр» Абаевского района Семипалатинской области | 23.07.1948      | [ ГС 156 ] |
| 182        | Ихин Каюм Гимазетдинович            | 05.03.1931 — 04.04.2018 | Бригадир вышкомонтажников конторы бурения № 3 треста «Туймазабурнефть» объединения «Башнефть» Министерства нефтедобывающей промышленности СССР, Башкирская АССР                                                                     | 23.05.1966      | [ ГС 157 ] |
| 183        | Ишанов Иван Васильевич              | 1926—1963               | Буровой мастер Коробковской конторы разведочного бурения треста «Сталинграднефтегазразведка» Сталинградского совнархоза | 19.03.1959      | [ ГС 158 ] |
| 184        | Ишанов Хашимхан                     | род. 1924               | Бригадир хлопководческой бригады совхоза «Учкурган» Учкурганского района Наманганской области | 14.12.1972      | [ ГС 159 ] |
| 185        | Ишев Рамат                          | 1916 — ????             | Звеньевой колхоза имени Молотова Микоянабадского района Сталинабадской области | 01.03.1948      |            |
| 186        | Ишин Михаил Петрович                | 1929 — 23.02.1986       | Звеньевой совхоза «Новосёлки» Каширского района Московской области | 11.12.1973      | [ ГС 160 ] |
| 187        | Ишин Пётр Иванович                  | 18.02.1924 — 03.08.2001 | Бульдозерист строительно-монтажного поезда № 159 управления строительства «Абаканстройпуть» Министерства транспортного строительства СССР                                                                                           | 09.08.1958      | [ ГС 161 ] |
| 188        | Ишков Александр Акимович            | 29.08.1905 — 01.06.1988 | Министр рыбного хозяйства СССР, гор. Москва | 28.08.1975      | [ ГС 162 ] |
| 189        | Ишлинский Александр Юльевич         | 06.08.1913 — 07.02.2003 | Научный руководитель НИИ-944 Государственного комитета Совета Министров СССР по судостроению, заведующий кафедрой прикладной механики Московского государственного университета имени М. В. Ломоносова, академик Академии наук СССР | 17.06.1961      | [ ГС 163 ] |
| 190        | Ишмуратов Нарбай                    | род. 1930               | Председатель колхоза «Коммунизм» Турткульского района Каракалпакской АССР | 25.12.1976      | [ ГС 164 ] |
| 191        | Ишназаров Махмуд                    | род. 1933               | Звеньевой колхоза «Москва» Регарского района Сталинабадской области | 01.03.1948      |            |
| 192        | Ищук Людмила Ефимовна               | 1925 — ????             | Звеньевая Чернорудецкого свеклосовхоза Министерства пищевой промышленности СССР, Ружинский район Житомирской области | 30.04.1948      | [ ГС 165 ] |
| 193        | Ищук Станислав Иванович             | 24.02.1927 — 14.07.1994 | Слесарь-лекальщик Донецкого завода точного машиностроения Министерства машиностроения СССР | 26.04.1971      | [ ГС 166 ] |
| 194        | Йонайтис Зенонас Юргевич            | 1928 — ????             | Бригадир бетонщиков строительного управления № 2 Мажейкского строительного треста Министерства строительства Литовской ССР | 12.07.1984      |            |
| 195        | Йоонас Юхан Яанович                 | 24.05.1888 — 10.06.1986 | Председатель колхоза «Хелленурме» Эльваского района Эстонской ССР | 01.03.1958      | [ ГС 167 ] |

| Навигационная таблица | Навигационная таблица |
| --------------------- | --------------------- |
| «И»                   | Иаманидзе — Изъюрова  |
| «И»                   | Икауниек — Йонайтис   |